# اوا هرمان
اوا بیشوف  (۹ نوامبر ۱۹۵۸)، معروف به اوا هرمان ، نویسنده آلمانی و مجری سابق تلویزیون است. او از سال ۱۹۸۹ تا ۲۰۰۶ به عنوان مجری اخبار در برنامه خبری سراسری تاگسشاو کار کرد و همچنین تا سال ۲۰۰۷ برنامه های تلویزیونی مختلفی را برای رادیو آلمان شمالی ارائه کرد. در سال ۲۰۰۳، یک نظرسنجی توسط برنامه ای اعلام کرد که هرمان "مجری مورد علاقه آلمان" است. 
از سال ۲۰۰۶، هرمان چندین کتاب نوشت که در انتقاد از فمینیسم بود و از نقش‌های سنتی زنانه حمایت می‌کرد.  کتاب‌های او با انتقادات گسترده و بررسی رسانه‌ها مواجه شد. در سال ۲۰۰۷، هرمان پس از بررسی مثبت سیاست‌های خانوادگی و نقش‌های جنسیتی آلمان نازی ، از سمت خود به عنوان گوینده خبر در تلویزیون ملی آلمان آ.ار.د برکنار شد.  از آن زمان، او و شریک زندگی اش آندریاس پاپ در حال ترویج تئوری های توطئه مختلف هستند.  

## جنجال ها
در سال‌های ۲۰۰۶ و ۲۰۰۷، هرمان دو کتاب مورد بحث  را در رابطه با اعتقاداتش در مورد نقش‌های جنسیتی و سیاست خانواده منتشر کرد.   هرمان به شدت به نقش های جنسیتی سنتی اعتقاد دارد. مقاله او "Die Emanzipation - ein Irrtum?" (رهایی - یک مغالطه؟)  نظرات خود را در مورد اینکه چرا نرخ زاد و ولد در آلمان به طور مداوم کاهش می یابد، شرح می دهد: هرمان معتقد است جنبش فمینیستی زنان را از جایگاه طبیعی خود در خانواده های سنتی خارج می کند. درک او از رهایی زنان این است که زنان را به شبیه شدن به مردان فرا می خواند. او به کار به عنوان یک ویژگی «مردانه» اشاره می‌کند و هشدار می‌دهد که اگرچه زنان می‌توانند استعدادهای خود را در خارج از خانه در حد اعتدال دنبال کنند، اما کار در خارج از خانه برای مدت طولانی زنان را در معرض خطر تبدیل شدن به «موجودی مردانه» قرار می‌دهد. علاقه کمتری به تشکیل خانواده دارند.
هرمان از جنبش دانشجویی آلمان در سال ۱۹۶۸ انتقاد کرد. او ادعا کرد که جنبش به طور خاص نقش‌های سنتی زن را بی‌ارزش می‌کند و درباره تصویر مادری، ارزش‌های خانواده و همبستگی جامعه در آلمان نازی صحبت می‌کند.  در ۸ سپتامبر ۲۰۰۷، هرمان پس از دفاع از اظهارات خود به مدیر برنامه آن، فولکر هرس، از سمت خود در پخش کننده تلویزیون عمومی رادیو آلمان شمالی با اثرگذاری فوری برکنار شد. 
در اوت ۲۰۱۵، هرمان تئوری توطئه‌ای منتشر کرد که مدعی شد بحران مهاجران اروپا توسط «افراد قدرتمند در بخش مالی» برای ریشه‌کن کردن جمعیت سفیدپوست مسیحی اروپا سازماندهی شده است و ادعا کرد که حملات ۱۱ سپتامبر یک فریب است . 
در ۲۰ آوریل ۲۰۱۶، هرمان به دلیل فرار از پرداخت ۴۰۰۰۰ یورو مالیات بر درآمد در سال ۲۰۱۰ مجرم شناخته شد. او به پرداخت جریمه ۵۴۰۰ یورویی محکوم شد، زیرا او قبلاً بدهی های خود را بازپرداخت کرده بود. 

## مستعمره آلمان در کانادا
تحقیقات اشپیگل در ژوئیه ۲۰۲۰ نشان داد که هرمان به همراه شریک خود آندریاس پاپ   و فرانک اکهارت، در حال ساختن یک مستعمره با صدها تن از رادیکال های راست گرای آلمانی و نظریه پردازان توطئه در جزیره کانادایی کیپ برتون هستند. برای این منظور، املاک و مستغلات گران قیمت در سایت سمینار "تولید دانش" چندین بار در سال به شرکت کنندگان ارائه می شود، ایده های جناح راست منتقل می شود و مهاجرت ترویج می شود. هرمان و پاپ دخالت خود را در این پروژه انکار می کنند. 

## انتشارات

### داستان
- Dann kamst du ، Hoffmann und Campe، هامبورگ 2001،شابک ‎۳−۴۵۵−۰۲۷۷۰−۹
- Aber Liebe ist es nicht ، Hoffmann und Campe، هامبورگ 2002،شابک ‎۳−۴۵۵−۰۲۷۷۱−۷

### غیر داستانی
- Fernsehfrauen در آلمان. Im Gespräch mit Eva Herman, کروگر، فرانکفورت الف. M. 2001،شابک ‎۳−۸۱۰۵−۰۹۳۰−۲
- Vom Glück des Stillens. Körpernähe und Zärtlichkeit zwischen Mutter und Kind. Hoffmann und Campe، هامبورگ 2003،شابک ‎۳−۴۵۵−۰۹۴۰۵−۸
- اوا هرمان، استفان والنتین: نوع من schläft durch - der natürliche Weg zu ruhigen Nächten für Groß und Klein. Econ، برلین 2005،شابک ‎۳−۴۳۰−۱۴۴۶۲−۰
- داس اوا-پرینزیپ. Für eine neue Weiblichkeit، پندو، استارنبرگ 2006،شابک ‎۳−۸۶۶۱۲−۱۰۵−۹
- Gedanken zu Brustkrebs، Eva Herman ist "Schirmherrin" der Firmenschrift des Pharmakonzerns Hoffmann La Roche. Ars tempi، Köln 2006،شابک ‎۳−۰۰−۰۱۸۶۲۹−۸
- لیبی اوا هرمان! Briefe und Mails an Die Autorin des Eva-Prinzips. پندو، زوریخ، مونیخ 2007،شابک ‎۳−۸۶۶۱۲−۱۲۵−۳
- Das Prinzip Arche Noah. Warum wir die Familie retten müssen. پندو، زوریخ، مونیخ 2007،شابک ‎۳−۸۶۶۱۲−۱۳۳−۴
- Das Überlebensprinzip. Warum wir die Schöpfung nicht täuschen können. Hänssler, Holzgerlingen 2008,شابک ‎۹۷۸−۳−۷۷۵۱−۴۸۸۴−۹